# Symphonie no 8 de Michael Haydn
Pour les articles homonymes, voir Symphonie no 8.
La Symphonie no 8 en ré majeur, Perger 38, Sherman 8, Sherman-révisé 10, MH 64, est une symphonie de Michael Haydn, qui a probablement été composée à Salzbourg peu de temps après 1764.

## Analyse de l'œuvre
Elle comporte quatre mouvements :
1. Allegro molto, en ré majeur
2. Andante, en sol majeur
3. Menuet et Trio (Trio en ré mineur)
4. Presto

## Instrumentation
La symphonie est écrite pour 2 hautbois, 2 bassons, 2 cors, 2 trompettes, timbales et les cordes.